# Catapausa inermis
Catapausa inermis är en skalbaggsart som beskrevs av Aurivillius 1920. Catapausa inermis ingår i släktet Catapausa och familjen långhorningar. Inga underarter finns listade.